# Juan Bartolomé de Bohorquez e Hinojosa
Juan Bartolome de Bohórquez e Hinojosa, OP (24 de agosto de 1542 – setembro de 1633) foi um prelado católico romano que serviu como bispo de Antequera de 1617 a 1633 e bispo de Coro de 1611 a 1617.

## Biografia
Juan Bartolome de Bohórquez e Hinojosa nasceu no México a 24 de agosto de 1542 e foi ordenado sacerdote na Ordem dos Pregadores. No dia 17 de julho de 1611, foi nomeado Bispo de Coro durante o papado de Paulo V. A 13 de novembro de 1617, foi nomeado como Bispo de Antequera, onde serviu como bispo até à sua morte em setembro de 1633.
Enquanto bispo, foi o principal consagrador de Francisco de la Cámara y Raya, Bispo do Panamá (1614); Gonzalo de Angulo, bispo de Coro (1618); e Bernardino de Salazar y Frías, bispo de Chiapas (1623).